# غلام حسين إبراهيمي الديناني
غلام حسين إبراهيمي الديناني (26 ديسمبر 1934-أصفهان) هو فيلسوف إيراني فاز ثلاث مرات بجائزة كتاب السنة في إيران، كما أنه يدرس الفلسفة وعضو هيئة تدريس في عدة جامعات: جامعة طهران، جامعة تربيت مدرس، و جامعة الفردوسي.

## وصلات خارجية
- الموقع الرسمي غلام حسين إبراهيمي الديناني (بالفارسية) نسخة محفوظة 10 مايو 2012 على موقع واي باك مشين.